# کارا کهلر
کارا کهلر (انگلیسی: Kara Kohler؛ زادهٔ ۲۰ ژانویهٔ ۱۹۹۱) قایقران روئینگ اهل ایالات متحده آمریکا است.
وی در مسابقات کشوری و بین‌المللی در مجموع برندهٔ ۱ مدال طلا، ۲ مدال برنز شده‌است.